# Liste der Stolpersteine in Gehrden
Die Liste der Stolpersteine in Gehrden gibt eine Übersicht über die im Rahmen der Aktion des Künstlers Gunter Demnig verlegten Stolpersteine in der Stadt Gehrden in Niedersachsen.
Die 10 × 10 × 10 cm großen Betonquader mit Messingtafel sind in den Bürgersteig vor jenen Häusern eingelassen, in denen die Opfer der nationalsozialistischen Gewaltherrschaft einmal zu Hause waren. Die Inschrift der Tafel gibt Auskunft über ihren Namen, ihr Alter und ihr Schicksal. Die Stolpersteine sollen dem Vergessen der Opfer entgegenwirken.

## Stolpersteine in Gehrden
| Adresse                  | Name                            | Inschrift                                                                                            | Verlegedatum | Bild                        | Anmerkung               |
| ------------------------ | ------------------------------- | --- | ------------ | --------------------------- | ----------------------- |
| Dammstraße 26 (Standort) | Amalie Dammann, geb. Löwenstein | Hier wohnte Amalie Dammann geb. Löwenstein Jg. 1861 deportiert 1942 Theresienstadt ermordet 1.1.1943 | 2008         | Stolperstein Amalie Dammann |                         |
| Dammstraße 26 (Standort) | Ludwig Dammann                  | Hier wohnte Ludwig Dammann Jg. 1897 verhaftet 10.11.1938 Sachsenhausen ermordet 4.1.1940             | 2008         | Stolperstein Ludwig Dammann | Sohn von Amalie Dammann |